# 灰色经济

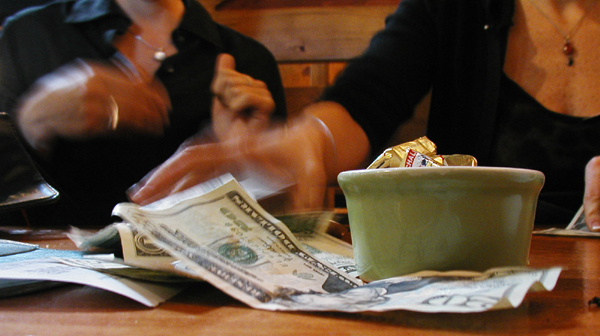
純粹的現金交易往往難以察覺列管而形成地下經濟

灰色经济，又称黑市場、地下经济、影子经济、非正式经济，一般是指市场主体不向政府申报登记，不向政府纳税，且不受政府法律法规约束的经济活动。又可指产值和收入未纳入国民生产总值的所有经济活动。
地下经济可以指各种地下经济活动产生的收入和结果。地下经济活动涉及私下生产、流通、分配、消费等各个经济环节，可以說只要有資本市場行為，都是一定會出現的事情，一般的發達國家比例約佔一成多，但發展中國家可達30%甚至40%，可谓无所不在，是当前世界范围内的一种普遍现象，据国际货币基金组织估计，1998年全球地下经济规模约9万亿美元，平均占全球产出的23%。

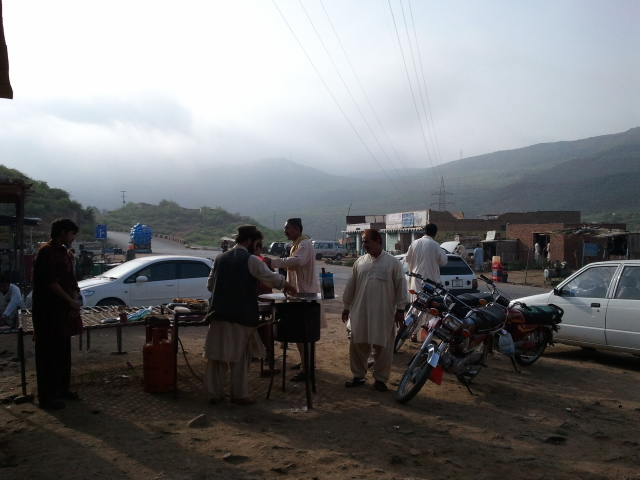
巴基斯坦邊境的跨國黑市

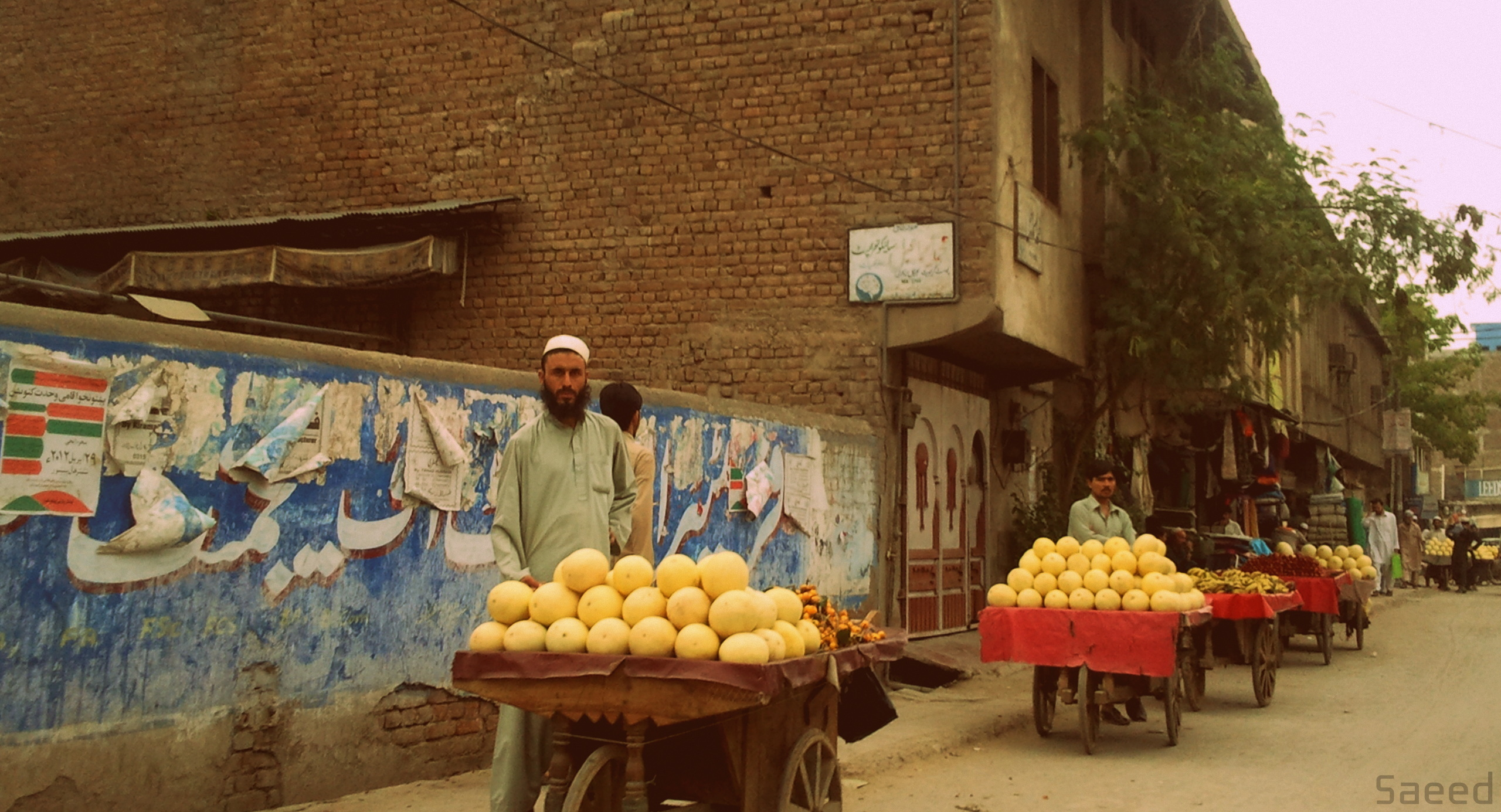
無登記無牌照也不繳稅的自家農產攤販

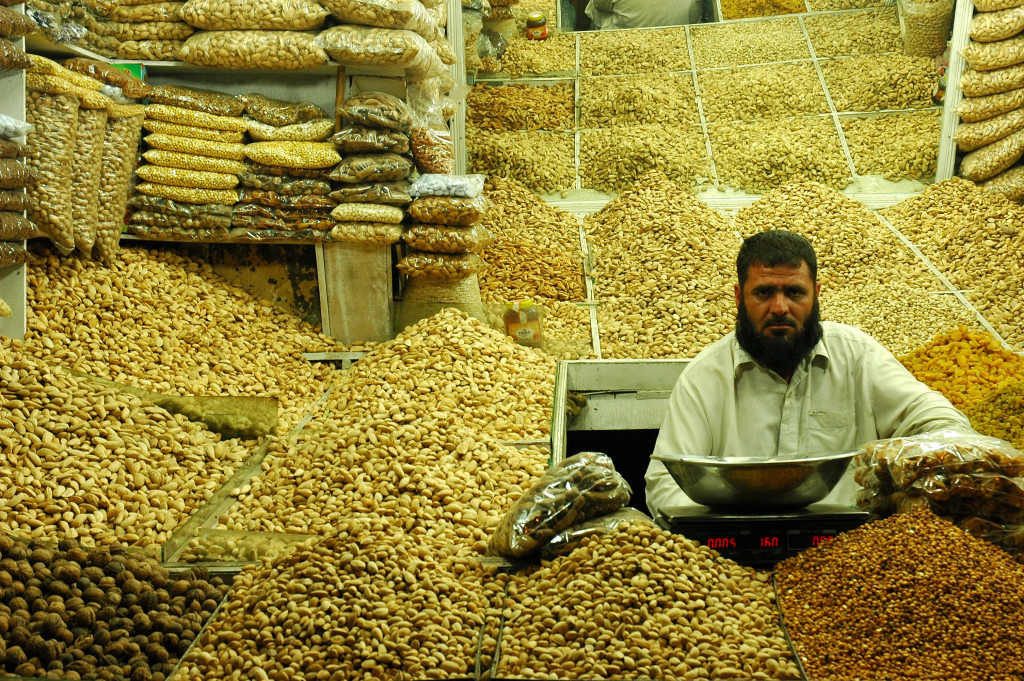
在地下室販賣過期或瑕疵糧食的商家，窮困地區還是相當多人願意購買此種糧食

## 分类与表现形式
从经济活动及其结果是否合法的角度，可以将地下经济大致分为两类：一是合法的经济活动，非法收入所得；二是非法的经济活动，非法收入所得。有时，以網路诈骗为代表的网络犯罪也被单独列为一类。
第一类地下经济一般被称为“灰色经济”或“影子经济”，是指其所从事的生产经营活动本身是合法的，但因为逃避税收、價值低微、單次偶爾為之、沒有能力或不知道需申報等原因，没有从国家税务、工商、质检等部门获得相关的手续并拒绝国家监管的经济活动，多数为个体经济。如部分或全部收入隐匿不报而偷税、逃税、漏税（如隐性就业的隐形收入，公司企业通过做假帐逃避税收等）等等。以下是常见的灰色经济形式：
- 民间交易
  - 私下購買二手物品廢品
  - 黃牛或出讓
  - 现金交易
  - 代購、反向代購
- 私人性質的有償勞動、劳务交易
  - 家居装修和私房建筑等
  - 家庭補習教師
- 无证照经营行为
  - 没有营业执照且未受管理的夜市、小商小贩
- 网路交易
  - 直播
  - 遊戲寶物交易
  - 虛擬幣

第二类地下经济一般被称为“黑色经济”，指抗税抗法的经济，有可能涉及一些輕微的處行政處罰，甚至是到刑法的犯罪行為的地步。如贪污受贿、侵吞国家财产、制假卖假、贩卖人口、非法融资、网络诈骗、黑社会、贩毒、洗钱等。以下是常见的黑色经济形式：
- 打黑工
- 黑市
- 地下運輸
  - 私車接客（黑车、野鸡车） / 白牌車
  - 走私
- 賣淫嫖娼
- 地下钱庄
  - 汽車當舖
- 贩毒
- 非法传销
- 非法博彩
- 贩卖人口
- 空殼公司

第三类地下经济新型的网络犯罪是指在网上搞假公司和假投资骗取钱财等。

### 不屬於灰色經濟的活動
因為地下經濟其實是指的地下的市場經濟活動，所以一些沒有明確的買賣雙方，猶不涉及金錢或以物易物的經濟活動，不會視為地下經濟。
- 自给自足活动（例如邻居家的帮忙、家庭主婦的工作和自家园艺工作）
- 在私人救助组织的自願无偿劳动（志願機構、義工）
- 个人的社會福利工作
- 財產在家族成員間轉移

没有进入市场的交易不应当算经济活动，上面所表示的三个活动没有产生交易过程（因为其进行的活动没有进行出售与支付）

## 發展狀況
除了開發落後的國家外，某些高所得高稅負的福利國家也有地下經濟（如不報稅的勞力交易或性交易）。在过去的几十年中，灰色经济在几乎所有的工业国家都有大幅度增长。比如在德国，估计就佔到正式公布的国民生产总值的10%左右。
在2008年经济危机发生后的中国大陆地区，非法集资是涉及面最广，社会影响最大的灰色经济形式。非法传销、赌博等其他灰色经济活动也屡禁不止。

## 原因
导致灰色经济增长的原因，其通用的解释是灰色经济可以被理解为某种“逃避经济”。一國地下經濟的膨勃發展往往代表了稅制的失敗和公權力的局限性，国民经济从正式经济逃避到灰色经济，因为这种做法显然对他们有利，可以借此逃避正式经济的税收、社会保险费、行政管理负担和国家调控，而转换到大部分无税费和无调控的灰色产业。当正规经济的税费越高，监管越严格，灰色经济通常就越繁盛。

## 危害
國際貨幣基金組織认为，灰色经济的经营者不会扩大利润，导致国民经济发展受阻。从事黑市交易的个人之间、团伙之间，以及与警方之间，不断发生暴力冲突。为了抢夺赃款和逃避法律的制裁，大打出手，直至使用枪支，炸弹，毒物，危害社会治安。
黑市交易的客体主要有这样几类：不允许作为商品买卖的对象，如妇女，儿童。由国家专营的商品，如黄金，外汇，文物，药品等；对社会公众利益有极大损害的东西，如毒品、黄色书籍，淫秽录像等。总之，被法律禁止进行市场交易或自由交易而由罪犯私自转手和倒卖的客体，都可构成黑市交易的对象。黑市交易的场所完全隐匿于“地下”。

## 对策
经验表明，对灰色经济活动的严令禁止、调查和惩罚难以限制灰色经济的发展。政府可以简化繁冗的法规或降低过高的税率，以此减少正规经济的高额成本，从而避免国民经济逃避到灰色经济地带。

## 脚注
1. ↑  .   [2024-02-18]. （原始内容存档于2024-02-18）.
2. ↑  储国强, 邓华宁 & 梁娟 2009.
3. 1 2 3  CORINNE & LEANDRO 2020.
4. 1 2  宫希魁，金红炜.跨世纪中国经济社会发展研究文库 中国隐性经济问题研究.大连理工大学出版社,1995年12月第1版.

### 專書
- 羅伯特．紐沃斯（Robert Neuwirth）. .
- 李庸三，錢釧燈 (编). . 台灣: 聯經出版公司. 1997-05-20  [2009-11-09]. ISBN 9570816791. （原始内容存档于2007-02-20） （中文（臺灣））.
- Edgar L. Feige. . Cambridge University Press. 2007  [2009-11-11]. ISBN 0521262305 （英语）.
- C P Simon ; A D Witte. . Auburn House. 1982  [2009-11-11]. （原始内容存档于2020-11-27） （英语）.

### 論文
- Thomas Lemieux; Bernard Fortin; Pierre Fréchette. . The American Economic Review. 1994-03, 84 (1): 231–254  [2009-11-11]. （原始内容存档于2020-07-19）.

### 报刊文章
- 科琳·德莱沙; 莱昂德罗·梅迪纳.  (PDF). 国际货币基金组织. 2020-12  [2020-04-13]. （原始内容存档 (PDF)于2021-11-05）.
- 储国强; 邓华宁; 梁娟. . 半月谈. 2009-06-23  [2020-04-13]. （原始内容存档于2009-06-27）.